# Wiprecht z Grójca
Wiprecht II z Grójca, niem. Wiprecht von Groitzsch, zwany Starszym (ur. ok. 1050, zm. 22 maja 1124 w Pegau) – jako Wiprecht II hrabia Balsamgau, od 1070 hrabia Groitzsch (Grójca) i od 1123 jako Wiprecht I margrabia Marchii Miśnieńskiej i Marchii Łużyckiej.

## Życiorys
Wiprecht pochodził z rodu rycerskiego ze Starej Marchii. Po śmierci ojca Wiprechta I z Balsamgau, od 1060 wychowywał się na dworze margrabiego Marchii Północnej Lotara II Udo w Stade.
W 1070 Wiprecht wymienił swoje dziedziczne hrabstwo Balmsgau z Udo II na zamek Groitzsch w Osterlandzie. Początkowo nie był w stanie opanować swoich nowych posiadłości i wraz z orszakiem 100 konnych rycerzy udał się do Czech, gdzie został doradcą księcia Wratysława II. Wiprecht, ulubieniec cesarza Henryka IV, wspierał Wratysława w staraniach o koronę królewską. W 1080 wrócił na zamek Groitzsch. Około 1085 poślubił Judytę, córkę Wratysława II i jego trzeciej żony Świętosławy Swatawy. Jako posag otrzymał ziemię Nysan i okręg Budziszyna. W 1087 urodził się syn Wiprecht III.
Wiprecht z Grójca walczył w 1080 po stronie Henryka IV przeciw antykrólowi Rudolfowi Szwabskiemu, a w 1084 wraz z władcą Niemiec wyruszył do Włoch przeciw papieżowi Grzegorzowi VII.
Wyruszył także przeciw swoim przeciwnikom do Zeitz. Tam zabił Vicelina von Profen wraz z siedemnastoma jego zwolennikami. Natomiast Hageno von Tubichin schronił się w kościele św. Jakuba w Zeitz. Wiprecht z Grójca rozkazał podpalić świątynię. Po ujęciu przeciwnika polecił go oślepić. Jako pokutę za zbrodnie Wiprecht z Grójca wyruszył w 1090 na pielgrzymkę do Rzymu i Santiago de Compostela, a w 1091 założył koło Pegau klasztor benedyktynów św. Jakuba, który został poświęcony w 1096. Klasztor rozpoczął akcję kolonizacyjną nad Muldą. Pierwszych osadników Wiprecht sprowadził z Frankonii.
W 1106 Wiprecht poparł zbrojnie króla Henryka V przeciw jego ojcu cesarzowi Henrykowi IV.
Po śmierci żony Judyty (zmarłej w 1108) Wiprecht w 1110 ożenił się z Kunegundą, córką margrabiego miśnieńskiego Ottona i wdową po hrabim Kuno von Beichlingen. Równocześnie jego syn Wiprecht III ożenił się z Kunegundą, córką drugiej żony swojego ojca.
W tym samym roku Wiprecht III usiłował osadzić na czeskim tronie swojego wuja Borzywoja II. Popadł wówczas w niełaskę króla Henryka V i wraz z Borzywojem II został uwięziony na zamku Hammerstein nad Renem. Wiprecht II wykupił syna z niewoli w zamian za ziemię Nysan, Budziszyn, dobra Leisnig i Morungen.
W 1113 Wiprecht II zawarł sojusz z landgrafem Turyngii Ludwikiem Skoczkiem i hrabim Orlamünde Zygfrydem. Sojusznicy zostali pokonani przez hrabiego Mansfeld Hoyera I. Wiprechtowi groziła kara śmierci. Ocalił życie, rezygnując ze wszystkich swoich dóbr. Do 1117 był więziony na zamku Trifels.
Syn Wiprechta II – Wiprecht III uczestniczył 11 lutego 1115 po stronie zwycięskiego księcia Lotara z Supplinburga w bitwie pod Welfesholz przeciw siłom cesarza Henryka V (w walce poległ hrabia Mansfeld Hoyer I).
Po uwolnieniu Wiprecht II zdołał odzyskać utracone dobra. W 1118 został mianowany burgrabią Magdeburga. W 1123 odkupił od cesarza Henryka V Marchię Miśnieńska i Marchię Łużycką. Przeciw tej decyzji wystąpiło saskie rycerstwo pod wodzą Lotara z Supplinburga i wypędziło Wiprechta. Lotar zignorował decyzję cesarską i bezprawnie w 1123 nadał Marchię Miśnieńską Konradowi I Wettynowi, a Marchię Łużycką Albrechtowi Niedźwiedziowi.
W 1124 Wiprecht został ciężko poparzony w czasie pożaru w Halle. W wyniku obrażeń zmarł w klasztorze św. Jakuba w Pegau. Jego grób znajduje się obecnie w kościele św. Wawrzyńca w Pegau.

## Potomstwo
Wiprecht II był dwukrotnie żonaty. Dzieci miał tylko z pierwszego małżeństwa z Judytą, córką Wratysława II i jego trzeciej żony Świętosławy Swatawy.
- Wiprecht III z Grójca
- Henryk z Grójca, po śmierci ojca został burgrabią Magdeburga i margrabią Łużyc; nie udało mu się zdobyć Marchii Miśnieńskiej
- Berta z Grójca – żona margrabiego Dedo IV, po śmierci brata Henryka odziedziczyła dobra Groitzsch

## Literatura
- Alexander Blöthner, Wiprecht von Groitzsch und Kaiser Heinrich IV., Plothen 2004.
- Lutz Fenske, Adelsopposition und kirchliche Reformbewegung im östlichen Sachsen, Göttingen 1977.
- Th. Flathe, Wiprecht von Groitzsch, in: Karl von Weber (Hg.): Archiv für die sächsische Geschichte, Band 3, Heft 1, Leipzig 1864, s. 82–127.
- Siegfried Hoyer, Wiprecht von Groitzsch und der Beginn des Landesausbaues im Mulde-Elstergebiet, in: Heinz A. Knorr (Hg.), Probleme des frühen Mittelalters in archäologischer und historischer Sicht, Berlin 1966.
- Thomas Vogtherr, Wiprecht von Groitzsch und das Jakobspatrozinium des Klosters Pegau. Ein Beitrag zur Kritik der Pegauer Annalen, in: Neues Archiv für sächsische Geschichte 72, 2001, s. 35–53.